# WASP-47
WASP-47 è una stella nana gialla della costellazione dell'Aquario, distante 870 anni luce dal sistema solare. La sua magnitudine apparente è piuttosto debole, +11,99. Si tratta di una stella simile al Sole, attorno alla quale sono stati scoperti quattro pianeti extrasolari.

## Caratteristiche
WASP-47 è leggermente più grande del Sole, il suo raggio è di 1,16 R⊙ e la sua massa di poco superiore, il suo tipo spettrale è G9V. Ha un'età stimata in oltre 6 miliardi di anni e anche i suoi parametri fisici confermano che la stella si trovi in uno stato evolutivo più avanzato di quello del Sole. Durante la vita in sequenza principale, con il passare del tempo l'idrogeno nel nucleo stellare diminuisce, mentre aumenta l'elio inerte prodotto dalla fusione nucleare; ciò porta la stella ad aumentare il suo tasso di fusione, essa si espande e diviene più luminosa, tuttavia date le dimensioni maggiori, la sua temperatura superficiale diminuisce. WASP-47 nonostante una massa simile a quella solare ha una temperatura superficiale di circa 200 K più bassa ma un raggio del 14% superiore a quello solare, mentre la sua luminosità è di 1,08 L⊙.
La metallicità è notevolmente superiore a quella del Sole, con un'abbondanza di elementi più pesanti dell'elio del 234% rispetto a quella della nostra stella.

## Sistema planetario

### Scoperte
WASP-47 deve il suo nome alla scoperta del primo pianeta nel sistema, avvenuto con il metodo del transito tramite il progetto SuperWASP. Nel 2012 un gruppo di ricerca del team di SuperWASP annunciò la scoperta di un pianeta gigante gassoso del tipo gioviano caldo, che orbita attorno alla stella in poco più di 4 giorni.
Tre anni più tardi, nel 2015, venne scoperto un secondo pianeta, WASP-47 c, in orbita all'interno della zona abitabile del sistema. Questo pianeta è stato scoperto con il metodo della velocità radiale utilizzando lo spettrografo HARPS presso l'Osservatorio di La Silla in Cile. Con i dati della missione estesa del telescopio spaziale Kepler (K2), un volontario del progetto Planet Hunters ha scoperto più pianeti attorno a WASP-47 e dopo aver analizzato i dati gli astronomi professionisti (Becker et al. 2015) hanno annunciato la scoperta di ulteriori due pianeti in transito davanti alla stella, un nettuniano caldo e una mega Terra. 

### Caratteristiche
Il sistema di WASP-47 è vario e complesso; i due pianeti più piccoli sono significativamente più massicci della Terra, con masse da 6,7 a 13 M⊕, mentre gli altri due sono giganti gassosi più massicci di Giove. Tre pianeti orbitano molto vicini alla stella, con il pianeta "e", il più interno, che compie una rivoluzione in appena 0,79 giorni ed è sostanzialmente roccioso e privo di elementi volatili come idrogeno, elio e acqua. Il terzo pianeta, che orbita in 9 giorni, è circondato da un sottile involucro gassoso.
La presenza di due pianeti relativamente piccoli nelle vicinanze della stella, così come la configurazione orbitale dei primi tre pianeti, non è prevista per i sistemi nei quali è presente un gioviano caldo come WASP-47 b, poiché si pensa che un gigante gassoso che migri verso l'interno espella qualsiasi piccolo pianeta dalle vicinanze della stella. Una spiegazione plausibile per questa configurazione è che i due giganti gassosi si siano formati prima dei più piccoli pianeti e e d, in quella che viene chiamata formazione planetaria a due stadi e che si ipotizza che sia avvenuta anche nel sistema solare. L'ipotesi più convincente è che WASP-47b sia migrato verso l'interno trascinandosi materiale di formazione planetaria nei pressi della stella; una volta dissipato il gas, i due pianeti più piccoli si sono potuti formare direttamente nelle vicinanze del gioviano caldo.
Nonostante sia un gigante gassoso senza superficie solida, WASP-47 c a 1,4 UA dalla stella si trova alla giusta distanza nella quale una sua eventuale esoluna di tipo roccioso potrebbe avere acqua liquida in superficie. La zona abitale del sistema di WASP-47 è compresa tra 1,06 e 1,8 UA dalla stella, quindi il pianeta si trova al centro della zona abitabile conservativa, dove riceve il 64% della radiazione che riceve la Terra dal Sole. A quella distanza dalla stella la temperatura di equilibrio è di 247 K, simile a quella della Terra (255 K).

### Prospetto del sistema[1][5][11]
| Pianeta | Massa        | Raggio   | Densità         | Periodo orb.   | Sem. maggiore | Eccentricità | Incl. orbita | Scoperta |
| ------- | ------------ | -------- | --------------- | -------------- | ------------- | ------------ | ------------ | -------- |
| e       | 6,77±0,57 M⊕ | 1,81 r⊕  | 6,29±0,6 g/cm³  | 0,78959 giorni | 0,0173 UA     | 0,03         | 85,98°       | 2015     |
| b       | 363,6±7,3 M⊕ | 12,64 r⊕ | 0,989 g/cm³     | 4,159 giorni   | 0,052 UA      | 0,0028       | 88,98°       | 2012     |
| d       | 14,2±1,3 M⊕  | 3,567 r⊕ | 1,72±0,17 g/cm³ | 9,03 giorni    | 0,088 UA      | 0,01         | 89,32°       | 2015     |
| c       | 398,9±9,1 M⊕ | —        | —               | 588,8 giorni   | 1,41 UA       | 0,295        | —            | 2015     |